# Щасновка (Тернопольская область)
Щасновка (укр. Щаснівка) — село в Скориковской сельской общине Тернопольского района Тернопольской области Украины.
До 2020 года входило в Подволочисский район.
Население по переписи 2001 года составляло 105 человек. Почтовый индекс — 47821. Телефонный код — 3543.